# Gehée
Gehée é uma comuna francesa na região administrativa do Centro, no departamento Indre. Estende-se por uma área de 22,36 km². Em 2010 a comuna tinha 254 habitantes (densidade: 11,4 hab./km²).